# Xinjiang Produktions- und Aufbau-Korps
Das Xinjiang Produktions- und Aufbau-Korps (chinesisch 新疆生产建设兵团, Pinyin Xīnjiāng Shēngchǎn Jiànshè Bīngtuán, uigurisch شىنجاڭ ئىشلەپچىقىرىش قۇرۇلۇش بىڭتۇەنى, engl.: Xinjiang Production and Construction Corps, kurz XPCC, oder Bingtuan – „das Korps“) ist eine in ihrer Art einzigartige Wirtschafts- und paramilitärische Organisation in der autonomen Region Xinjiang in China. Das XPCC erfüllt administrative Aufgaben für mehrere Mittelstädte, Dörfer und Landwirtschaftsbetriebe in Xinjiang. Es verfügt über eine eigene Verwaltungsstruktur und erfüllt Regierungsaufgaben wie Gesundheitsversorgung und Erziehung in den Gebieten, die seiner Verwaltung unterstehen. Das XPCC untersteht sowohl der chinesischen Zentralregierung, als auch der Regierung des autonomen Gebiets Xinjiang. Beide treten in den genannten Gebieten normalerweise nicht direkt in Erscheinung.
Das XPCC wurde 1954 von Wang Zhen auf Anordnung von Mao Zedong hin gegründet. Die Ziele, die für die Organisation festgeschrieben sind, heißen: Entwicklung der Grenzgebiete vorantreiben, Wirtschaftsentwicklung unterstützen, soziale Stabilität und ethnische Harmonie gewährleisten und die Grenzverteidigung zu konsolidieren. In seinem 50-jährigen Bestehen hat das XPCC landwirtschaftliche Betriebe, Klein- und Großstädte errichtet und für die Land- und Arbeitsverteilung für entlassene Armeeangehörige gesorgt. Das XPCC ist auch selbst im Wirtschaftsbereich tätig als China Xinjian Group (中国新建集团), sowie mit einer ganzen Reihe von untergeordneten Wirtschaftsunternehmen (u. a. Xinjiang Chalkis Co.Ltd – 中基健康产业股份有限公司).

## Geschichte
Das XPCC hat seine Wurzeln im traditionellen chinesischen tuntian-System (chinesisch 屯田制). Dieses System bestand darin, militärische Einheiten in Grenzgebieten anzusiedeln, mit dem Ziel den Militärangehörigen ein Leben in Selbstversorgung zu ermöglichen. Es gab vergleichbare Maßnahmen auch in der Tang- und der Qing-Dynastie. Konstruktions-Korps wurden in verschiedenen dünn besiedelten Grenzgebieten gegründet, unter anderem Heilongjiang, Innere Mongolei und Xinjiang. Die neugegründete Volksrepublik China hatte zunächst das Problem, was sie mit vielen ehemaligen nicht-kommunistischen Soldaten machen sollte, die viele Jahre lang nicht in wirtschaftlichen Zusammenhängen gearbeitet hatten. Es gab Ideen, diese Soldaten auf gemeinschaftlich genutzten Parzellen anzusiedeln. Die Regierung bildete daraufhin das XPCC aus Soldaten der kommunistischen First Field Army, ehemaligen Kuomintang-Soldaten, sowie Soldaten der Ili-Nationalarmee. Das XPCC selbst wurde im Oktober 1954 gegründet mit 175.000 Militärs, die in Xinjiang unter Tao Zhiyue als erstem Kommandanten angesiedelt wurden.
Das XPCC beschäftigte sich zunächst mit der Besiedlung, landwirtschaftlichen Bewirtschaftung und Bebauung dünn besiedelter Gebiete, zum Beispiel in den Randgebieten der Taklamakan und der Gurbantünggüt, unter dem Grundsatz „nicht mit den ansässigen Bewohnern um Ressourcen zu wetteifern.“ Das XPCC diente auch als Reserveeinheit für die aktiven Truppen in Xinjiang, wurde jedoch nie einberufen, da die Beziehungen zur benachbarten Sowjetunion in den Gründungsjahren der Volksrepublik gut waren. Das XPCC wurde zusätzlich durch enthusiastische Jugendliche aus anderen Teilen Chinas aufgefüllt, vor allem auch um die Geschlechterquoten auszugleichen und Mitglieder mit höherer Bildung zu gewinnen. 1962, nach dem  Chinesisch-sowjetischen Zerwürfnis, ereigneten sich einige Gewaltausbrüche in Yining und 60.000 Angehörige ethnischer Minderheiten flohen in die Sowjetunion. Das XPCC wurde beauftragt, die Höfe der Geflohenen zu bewirtschaften. 1966 hatte das XPCC eine Personalstärke von 1,48 Millionen Personen erreicht.
Das XPCC wurde, wie viele andere Organisationen zu der Zeit, durch die Kulturrevolution stark dezimiert. 1975 wurde es komplett aufgelöst und alle Befugnisse auf die Regierung von Xinjiang und die regionalen Behörden übertragen.
Als die Sowjetunion 1979 in das benachbarte Afghanistan einmarschierte und die Mudschahidin an Macht gewannen, führten Ängste vor einer Einkreisung durch die Sowjets und vor dem islamischen Fundamentalismus im Dezember 1981 zur Neugründung des XPCC. Die Kultivierung und wirtschaftliche Entwicklung der Grenzgebiete wurde intensiviert.

## Organisation
Das XPCC untersteht sowohl der chinesischen Zentralregierung, als auch der Regierung von Xinjiang und hat Kompetenzen auf sub-provinzialer Ebene, vergleichbar mit Unterprovinzstädten. Die wirtschaftlichen und sozialen Einrichtungen werden separat von der Verwaltung Xinjiang gestaltet. Der Parteisekretär der KPCh in Xinjiang ist gleichzeitig der höchste Politoffizier (chinesisch 政治委員) des XPCC, während der Parteisekretär des XPCC als dessen Stellvertreter und höchste Autorität für die täglichen Belange fungiert. Das Gebiet und die Bevölkerung des XPCC werden normalerweise als Teil der Statistiken von Xinjiang angegeben, aber das Bruttonationaleinkommen wird separat aufgelistet.
Das XPCC ist aufgeteilt in Divisionen und Regimenter. Das Hauptquartier hat seinen Sitz in Ürümqi. Jede Division ist vergleichbar mit einem Bezirk von Xinjiang.
Zusätzlich zu den Regimentern unterhält das XPCC landwirtschaftliche Betriebe auf der Eben von Regimentern.
Am Ende des 20. Jahrhunderts hat sich militärische Rolle des XPCC erübrigt. Die militärische Funktion wurde dem Xinjiang Military District, einer Abteilung der Lanzhou Military Region übertragen, die das ganze nordwestliche China umfasst. Militärangehörige des XPCC sind momentan nur noch Reservisten und Milizionäre.

## Verwaltungsstruktur
Das XPCC besteht aus 14 Divisionen, die in 185 Einheiten auf Regiments-Ebene (Regimenter, Farmen und Höfe) eingeteilt sind, die über die ganze Provinz Xinjiang verteilt sind.
Divisionen:
| Name                                   | Gründung | Gebiet                           | Hauptquartier                  |
| -------------------------------------- | -------- | -------------------------------- | ------------------------------ |
| XPCC I. Division                       | 1953     | Aksu (Regierungsbezirk)          | Aral                           |
| XPCC II. Division                      | 1953     | Bayingolin                       | Tiemenguan                     |
| XPCC III. Division                     | 1966     | Kaschgar (Regierungsbezirk)      | Tumxuk                         |
| XPCC IV. Division                      | 1953     | Ili (Süden, direkt verwaltet)    | Kokdala                        |
| XPCC V. Division                       | 1953     | Bortala                          | Shuanghe                       |
| XPCC VI. Division                      | 1953     | Changji                          | Wujiaqu                        |
| XPCC VII. Division                     | 1953     | westlich von Karamay             | Kuytun, (Tianbei New District) |
| XPCC VIII. Division                    | 1953     | östlich von Karamay              | Shihezi                        |
| XPCC IX. Division                      | 1962     | Tacheng von Ili                  | Emin                           |
| XPCC X. Division                       | 1959     | Altay (Regierungsbezirk) von Ili | Beitun                         |
| XPCC Construction Engineering Division | 1953     |                                  | Ürümqi                         |
| XPCC XII. Division                     | 1982     | Ürümqi Unterprovinzstadt         | Ürümqi                         |
| XPCC XIII. Division                    | 1982     | Hami Unterprovinzstadt           | Hami                           |
| XPCC XIV. Division                     | 1982     | Hotan                            | Hotan                          |

## Siedlungsprojekte
Das XPCC hat sechs mittelgroße Städte erbaut und verwaltet heute noch fünf davon. Die Verwaltungen dieser Städte sind komplett mit derjenigen Division verwoben, die sie kontrolliert. Beispielsweise ist das Hauptquartier der Division gleichzeitig die Stadtverwaltung, der Divisions-Politkommissar auch der „City Committee Secretary“, der Divisionskommandant der Bürgermeister und so weiter. Die fünf XPCC-Städte werden nominell als „Unterprovinzstadt“ von Xinjiang geführt, die Verwaltung von Xinjiang hat jedoch normalerweise nichts mit der Verwaltung dieser Städte zu tun.
| Name       | Name          | Name       | Offizielle Ernennung zur Stadt | Verwaltungsperiode    |
| ---------- | ------------- | ---------- | ------------------------------ | --------------------- |
| Kuytun     | Kuytun        | 奎屯市     | 1975                           | 1953–1975             |
| ↳          | Tianbei Xinqu | 天北新区   | TBD                            | 2002–present          |
| Shihezi    | Shihezi       | 石河子市   | 1976                           | 1953–1975, 1980–heute |
| Aral       | Aral          | 阿拉尔市   | 2002                           | 1953–1975, 1980–heute |
| Wujiaqu    | Wujiaqu       | 五家渠市   | 2002                           | 1953–1975, 1980–heute |
| Tumushuke  | Tumushuke     | 图木舒克市 | 2002                           | 1966–1975, 1980–heute |
| Beitun     | Beitun        | 北屯市     | 2011                           | 2002–heute            |
| Tiemenguan | Tiemenguan    | 铁门关市   | 2012                           | 2002–heute            |
| Shuanghe   | Shuanghe      | 双河市     | 2014                           | 2002–heute            |
| Kokdala    | Kokdala       | 可克达拉市 | 2015                           | 2003–heute            |

## Demographie
37 ethnische Gruppen sind im XPCC vertreten. Die größten davon sind Han, Uiguren, Kasachen, Hui und Mongolen. Muslime sind daraus die größte Religionsgruppe mit 250.000 Mitgliedern, es gibt daneben aber auch kleinere Gruppen von Buddhisten, Protestanten (jidujiao) und Katholiken. Während die Han ursprünglich die größte Gruppe der Arbeiter beim XPCC stellten, sind ihre Zahlen zurückgegangen: von 1980 bis 1993 blieb die Mitgliederzahl des XPCC konstant, während Han-Mitglieder von 90 % auf 88 % zurückgingen. Etwa 13 % (2002) der Population von Xinjiang gehört zum XPCC.
| Ethnische Gruppen, 2002, geschätzt | Ethnische Gruppen, 2002, geschätzt | Ethnische Gruppen, 2002, geschätzt |
| Nationalität                       | Population                         | Prozent-Anteil                     |
| ---------------------------------- | ---------------------------------- | ---------------------------------- |
| Han                                | 2,204,500                          | 88.1                               |
| Uiguren                            | 165,000                            | 6.6                                |
| Hui                                | 64,700                             | 2.6                                |
| Kasachen                           | 42,700                             | 1.7                                |
| Mongolen                           | 6,200                              | 0.3                                |
| andere                             | 18,100                             | 0.7                                |

Die VII. Division ist die größte mit einer Mitgliederzahl von 579.300 (2002).

## Wirtschaft
Im Verlauf seiner Geschichte gründete das XPCC eine große Zahl von Bergbau und Montanindustrie-Betrieben, die nach und nach an die Regierung von Xinjiang übergeleitet wurden. Heute konzentriert sich das XPCC vor allem auf wirtschaftliche Entwicklung und Landwirtschaft. Im Zuge der wirtschaftlichen Öffnung Chinas hat das XPCC viele börsennotierte Untergesellschaften gegründet, die eine ganze Bandbreite von Produkten herstellen. Für den Auftritt der Privatwirtschaft nutzt das XPCC die Bezeichnung „China Xinjian Group“.
Haupterzeugnisse sind noch immer landwirtschaftliche Produkte, wie Baumwolle, Früchte, Gemüse, Grundnahrungsmittel, Pflanzenöle, Zuckerrüben und andere. Die wichtigsten davon sind Baumwolle, Tomaten, Ketchup, Korla Birnen, Turpan Weintrauben, Wein und andere. Das XPCC nutzt eine Mischung aus Massentierhaltung, Industrieller Agrar-Produktion und Kleinfarmen.
Einige weitere betrieb arbeiten auf dem Tertiärsektor, wie Handel und Transport, Immobilien, Tourismus, Bau und Versicherungswesen.
Das XPCC hat elf börsennotierte Unternehmen:
- Xinjiang Baihuacun Co., Ltd. (新疆百花村股份有限公司) (百花村, 600721.SS) – Informationstechnik
- Xinjiang Tianye Co., Ltd. (新疆天业股份有限公司) (新疆天业, 600075.SS) – Kunststoff
- Suntime International Economic-Trading Co., Ltd. (新天国际经贸股份有限公司) (新天国际, 600084.SS) – internationaler Handel
- Xinjiang Talimu Agriculture Development Co., Ltd. (新疆塔里木农业综合开发股份有限公司) (新农开发, 600359.SS) – Baumwolle
- Xinjiang Yilite Industry Co., Ltd. (新疆伊力特实业股份有限公司) (伊力特, 600197.SS) – Alkohol
- Xinjiang Chalkis Co.Ltd (新疆中基实业股份有限公司) (新中基, 000972.SZ) – Tomaten
- Xinjiang Tianhong Papermaking Co., Ltd. (新疆天宏纸业股份有限公司) (新疆天宏, 600419.SS) – Papier
- Xinjiang Tianfu Energy Co., Ltd. (新疆天富能源股份有限公司) (天富能源, 600509.SS) – Elektronik
- Xinjiang Guannong Fruit & Antler Co., Ltd. (新疆冠农果茸股份有限公司) (冠农股份, 600251.SS) – Obst und Vieh
- Xinjiang Qingsong Cement Co., Ltd. (新疆青松建材化工股份有限公司) (青松建化, 600425.SS) – Zement
- Xinjiang Sayram Modern Agriculture Co., Ltd. (新疆赛里木现代农业股份有限公司) (新赛股份, 600540.SS) – Baumwolle

## Kultur
Das XPCC führt sein eigenes Bildungssystem von der Grundschule bis hin zur Universitären Bildung. Es gibt momentan zwei Universitäten:
- Shihezi Universität (石河子大学)
- Tarim Universität (塔里木大学)

Das XPCC hat auch seine eigene Tageszeitung, die Bingtuan Daily, sowie mehrere Fernsehsender.

## Rezeption
Gemäß dem Schweizerischen-Flüchtlingshilfe-Analysten aus 2001 ist „Bingtuan“ der verlängerter Arm der Kommunistischen Partei Chinas (KPCh) in Xinjiang. Es soll die Kolonialisierung von Xinjiang koordinieren. Des Weiteren ist es zuständig für über einhundert Hektar Land, welches fast ausschließlich von Han-Chinesen bewohnt ist. Das Bingtuan verfügt über eine eigene Polizei bzw. Miliz, Gerichtsstrukturen, Lager und Gefängnisse, gilt somit als Staat im Staate. Die Gefängnisse werden unter anderem für politisch-oppositionelle Uiguren verwendet. Bingtuan baute bis 2001 über „2000 städtische oder dörfliche Siedlungen in Xinjiang“ auf, welche zu 90 Prozent von Han-Chinesen (2,5 Millionen) bewohnt werden, was einem Siebtel der Gesamtbevölkerung von Xinjiang entspricht. Die Bingtuan-Organisation ist ein elementarer Faktor für die wirtschaftliche Entwicklung von Xinjiang, aber sie fördert die klar ersichtliche Politik der „ethnische[n] Segregation-Ressentiments der uigurischen Bevölkerung und der lokalen Regierung“. Für die KPCh-Führung ist das Bingtuan eine ideale Institution, um alle langwierigen und aufwändigen „lokalen und regionalen Behörden“ umgehen zu können und elementar ihren Einfluss in Xinjiang sicherzustellen. Das Bingtuan protegiert seit fünf Jahrzehnten, dass Han-Chinesen in Xinjiang ansiedeln und sich wirtschaftlich als auch politisch entwickeln können. Um den wachsenden Zustrom von han-chinesischen Siedlern stemmen zu können, wird in das südliche Xinjiang expandiert, also in das Kerngebiet der Uiguren.